# Big Bend Rancheria
Big Bend Rancheria, malena federalno priznata indijanska rezervacija u okrugu Shasta u Kaliforniji, utemeljena 1914. godine za Indijance iz plemena Achomawi i Hupa.
Rezervat se prostire na površini od 30 akera a populacija iznosi oko 110. Sjedište plemenskog vijeća nalazio se u Big Bendu, malenom gradiću s 140 stanovnika (2000). Achomawi skupina iz Big Benda naziva se Itsatawi ili big bend people.